# Oberlandesgericht Linz

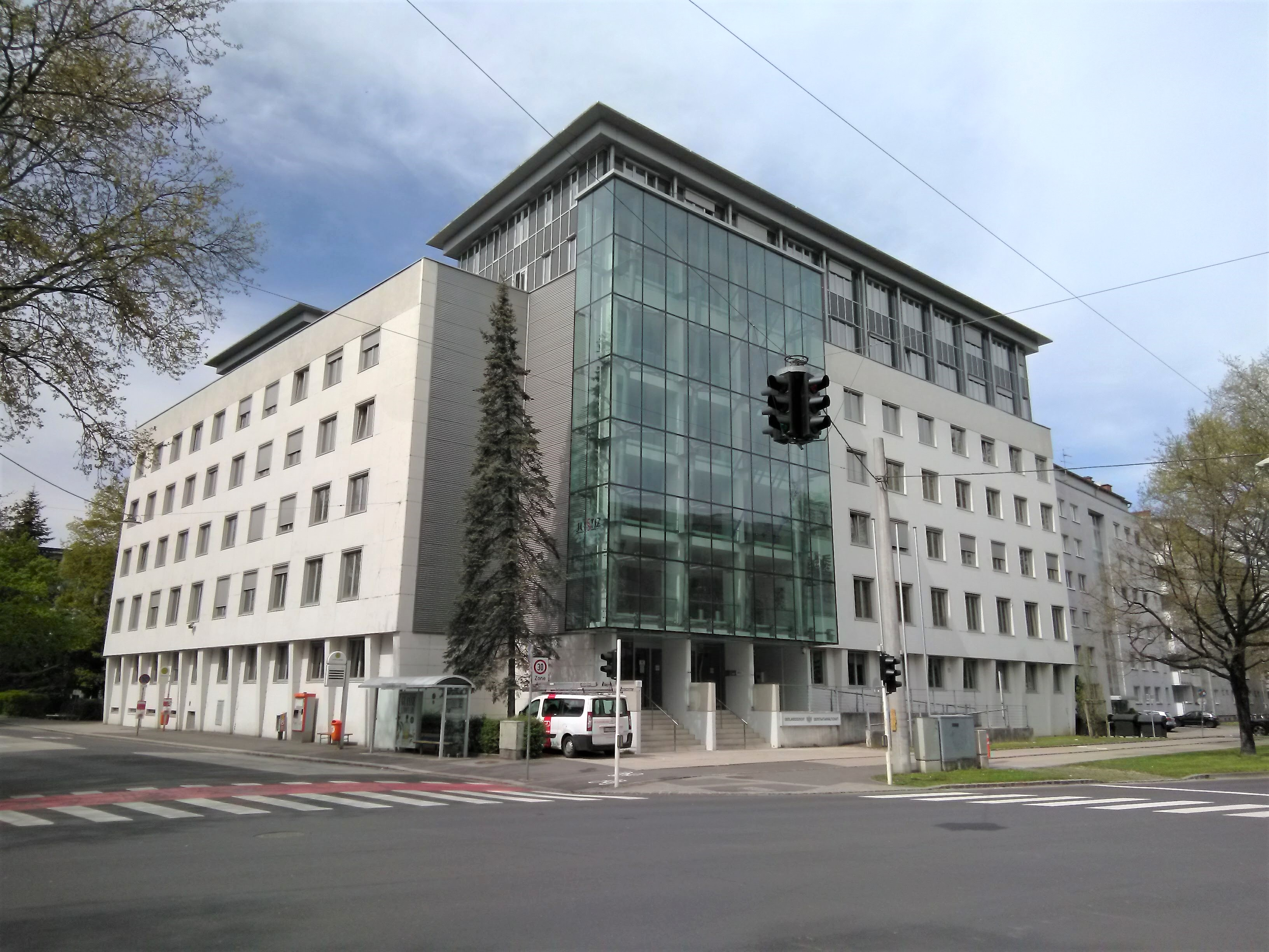
Oberlandesgericht Linz

Das Oberlandesgericht Linz (kurz: OLG Linz) ist ein Gericht der ordentlichen Gerichtsbarkeit mit Sitz in Linz. Es befindet sich im Gebäude Gruberstraße 20, in dem sich auch die Oberstaatsanwaltschaft Linz befindet.
2022 wurde Erich Dietachmair Präsident des Oberlandesgerichtes Linz, er folgte in dieser Funktion Katharina Lehmayer nach, die Präsidentin des Oberlandesgerichtes Wien wurde.

## Zuständigkeit
Seine Zuständigkeit erstreckt sich auf die Bundesländer Oberösterreich und Salzburg. 
Oberlandesgerichte sind die Rechtsmittelgerichte der Landesgerichte in seinem Zuständigkeitsbereich. Namentlich sind dies die folgenden fünf Landesgerichte:
- Landesgericht Linz
- Landesgericht Ried im Innkreis
- Landesgericht Steyr
- Landesgericht Wels
- Landesgericht Salzburg

Der Präsident des Oberlandesgerichtes ist außerdem Leiter der Justizverwaltung der Bezirksgerichte seines Sprengels und somit direkt dem Justizminister unterstellt.

## Geschichte
Das OLG Linz wurde 1850 errichtet, bereits 1854 wieder aufgelöst und 1939 neu gegründet.
Joseph Schmidt (1808–1868) war von 1850 bis 1854 ein Oberlandesgerichtsrat am Linzer OLG.